# Hefefabrik Wulf

Hefefabrik Wulf um 1900

Die Hefefabrik Wulf stand an der Soesterstraße in Werl im Kreis Soest (Nordrhein-Westfalen). Der 60 Meter hohe Schornstein war ortsbildprägend und bestimmte die Silhouette des Ortes.

## Geschichte

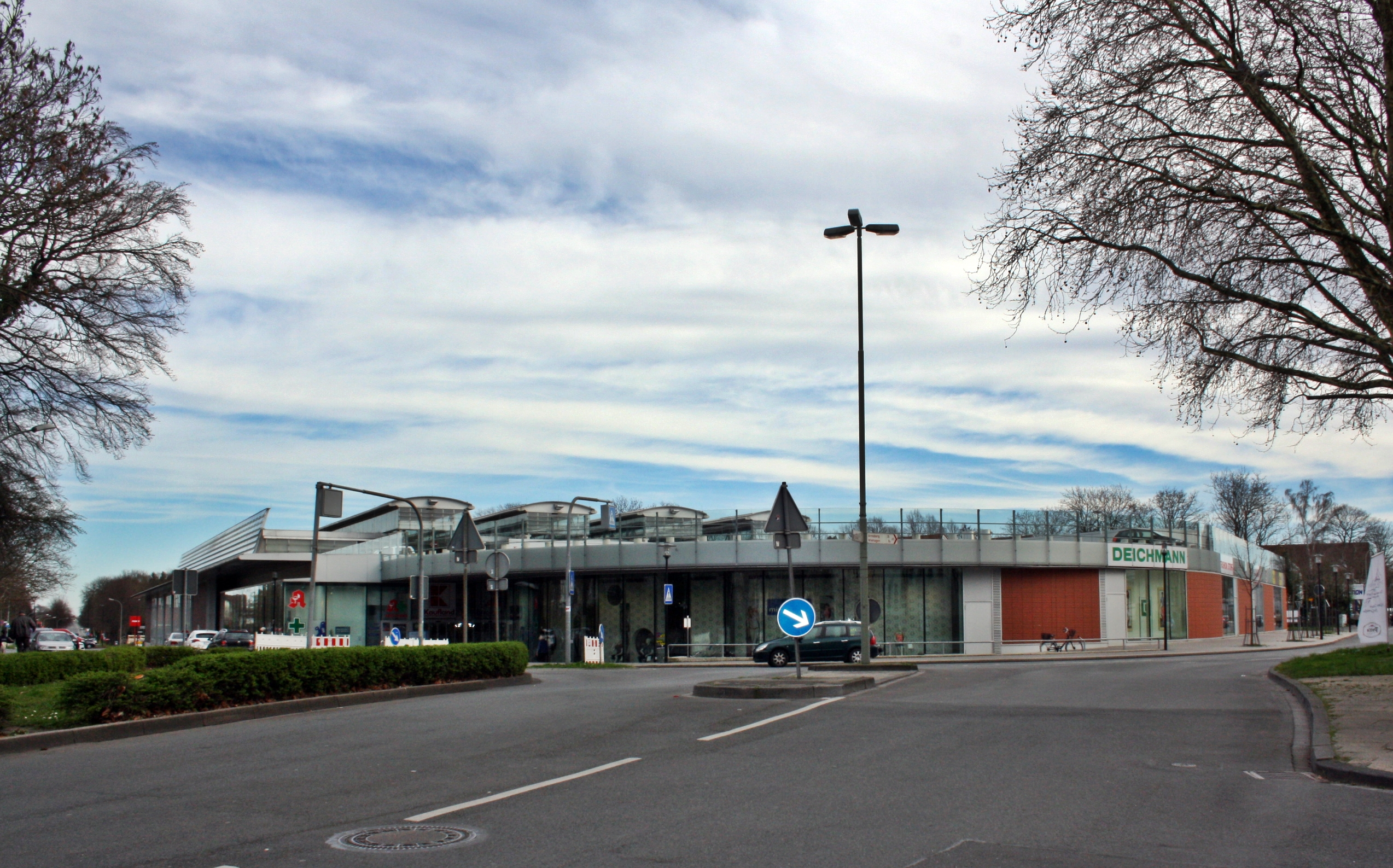
Blick auf einen Teil des ehemaligen Fabrikgeländes mit heutiger Nutzung

Der Ursprung des Unternehmens war 1897 eine kleine Brennerei, die den Alten Wulf, eine hochprozentige Spirituose brannte, sowie weitere Spirituosen, Liköre, Branntweine, Weinbrände und Spiritus jeglicher Art. Zum Lieferprogramm gehörten auch Mühlenfabrikate, Malz, Fruchtsäfte, Futtermittel, Nährmittel sowie chemische Produkte. Ein Nebenprodukt der Brennerei war Hefe, sie wurde als Backhefe mit vorzüglicher Triebkraft, Farbe und Haltbarkeit beworben, mit beachtlichem Erfolg. Zwanzig Jahre nach der Firmengründung war durch ein neues Hefe-Lüftungs-Verfahren die Qualität so gestiegen, dass im Jahr 300.000 Pfund Hefe und 260.000 Liter Alkohol verkauft wurden. Zu Anfang des 20. Jahrhunderts steigerte sich der Umsatz auf eine Million Kilogramm und kurz danach auf 2,2 Millionen Kilogramm. Als 1903 der Firmengründer Fritz Wulf unerwartet verstarb, der auch Schulvorstand und Stadtverordneter war, wurde er in einem Nachruf als Geschäftsmann von seltener Arbeitskraft, Energie und Umsicht bezeichnet. Die Firmenleitung übernahm seine Ehefrau Clara Wulf, sie war 55 Jahre alt. Sie ließ an der Reichsstraße 1, auch Chaussee genannt (später B1), ein modernes Produktions- und Verwaltungsgelände errichten. Das achtstöckige Kesselhaus, Werkstätten, Schmieden, ein Mälzereigebäude und ein 60 Meter hoher Schornstein galten zeitweise als höchstes Ziegelgebäude in Europa 1909 betrug der Ausstoß an Hefe 2.650 Tonnen, die Produktion von Trinkbranntwein betrug 21.000 Hektoliter, und an reinem Alkohol fielen 25.000 Hektoliter an. Somit war Wulf-Hefe zur größten Brennerei und zum führenden Unternehmen der Hefeindustrie in Deutschland angewachsen.

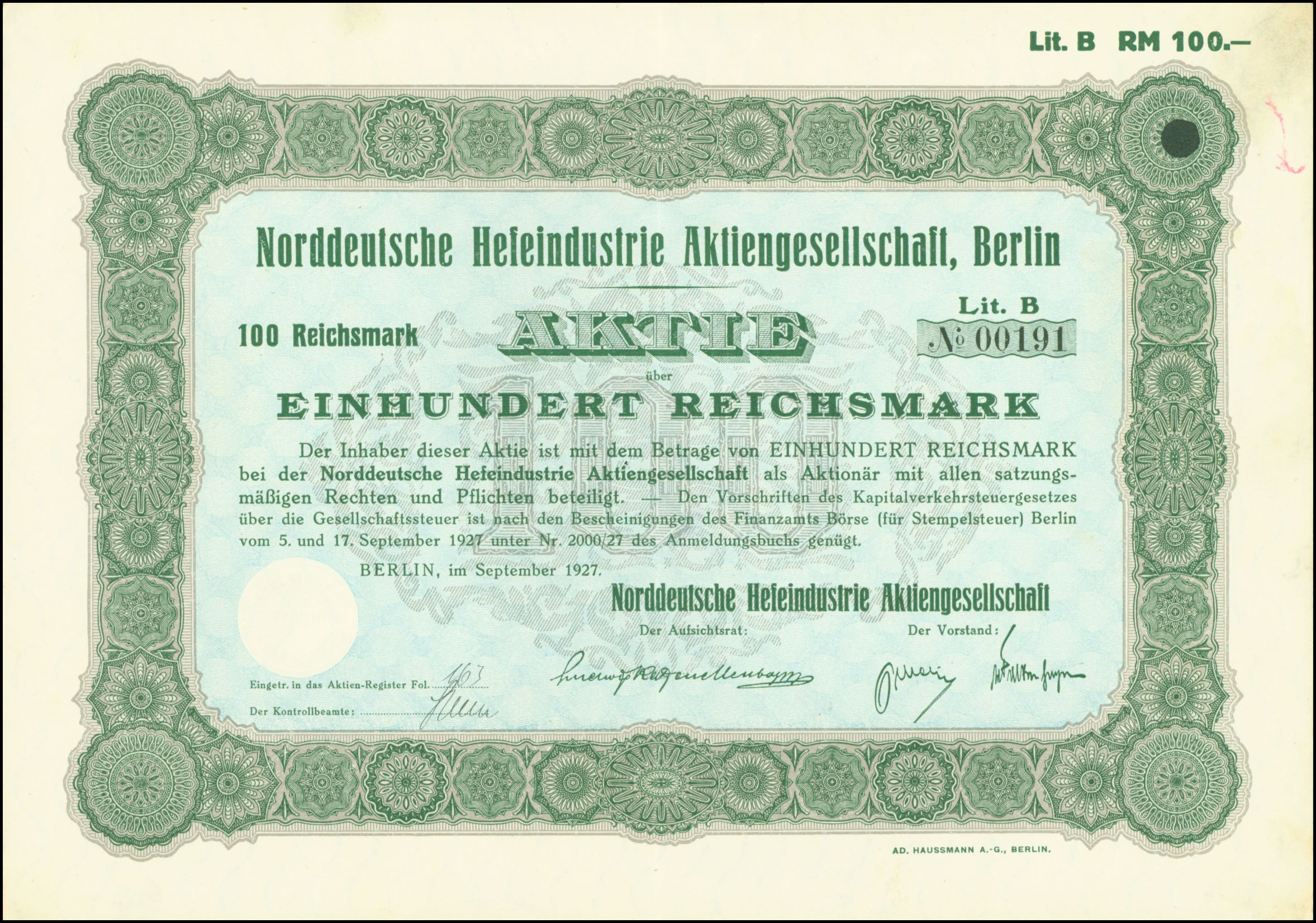
Aktie über 100 RM der Norddeutsche Hefeindustrie AG vom September 1927

Die Presshefefabrik war eine bedeutende Industriegründung der damaligen Zeit und war bis in das frühe 20. Jahrhundert die bedeutendste Industrieansiedlung des Ortes. Sie wurde 1909 in die F. Wulf A.G. umgewandelt. Den Vorsitz übernahm Clara Wulf, ihren ältesten Sohn Paul ernannte sie zum geschäftsführenden Vorstandsmitglied. Mit der Zeit entwickelte sich die Schultheiss-Brauerei zum neuen Großaktionär und griff massiv in die Geschäftspolitik ein. Paul Wulf musste den Vorstand verlassen, und die Personalentscheidungen traf in Zukunft Schultheiß. Die Firma Wulf expandierte und übernahm die Chemische Fabrik Oedekoven, die S. Oppenheimer Hefefabrik in Niedermarsberg mit Zweigniederlassung in Düsseldorf, sowie die Brauerei in Dessau. 1926 kamen noch die Ostwerke AG und die Ferd. Rückforth AG hinzu, die Firma nannte sich nun F. Wulf AG Berlin. Ein Jahr danach erfolgte die Umwandlung in Norddeutsche Hefeindustrie AG, die dann 1934 von Henkel in Düsseldorf übernommen wurde. Später übernahm eine vom Stuttgarter Bankhaus Frisch und der Süddeutschen Treuhandgesellschaft AG angeführte Gruppe den gesamten Nordhefe-Aktienbesitz, der sich bis dahin noch im Besitz der Schultheiß-Brauerei befand.
Der Unternehmenssitz wurde 1948 von Berlin nach Hamburg verlegt, die Firma nannte sich ab 1961 Deutsche Hefewerke GmbH (heute Ohly GmbH). Die Firmengebäude in Werl hatten den Zweiten Weltkrieg weitgehend unbeschadet überstanden, allerdings gestaltete sich die Entsorgung des bei der Produktion anfallenden, organisch stark belasteten Abwassers schwierig. Die Firmenleitung entschloss sich zum Ende der 1960er Jahre, die Produktion nach Hamburg zu verlegen und die Werke in Werl zu schließen, die Produktion wurde eingestellt. Zuletzt lieferte die Fabrik pro Woche Hefe für etwa 100 Millionen Brötchen, sie wurde einige Male verkauft oder mit anderen Firmen zusammengelegt. Die Gebäude wurden 1971 abgerissen und 1998 durch ein Einkaufszentrum und Wohnbebauung ersetzt.

## Villa Wulf

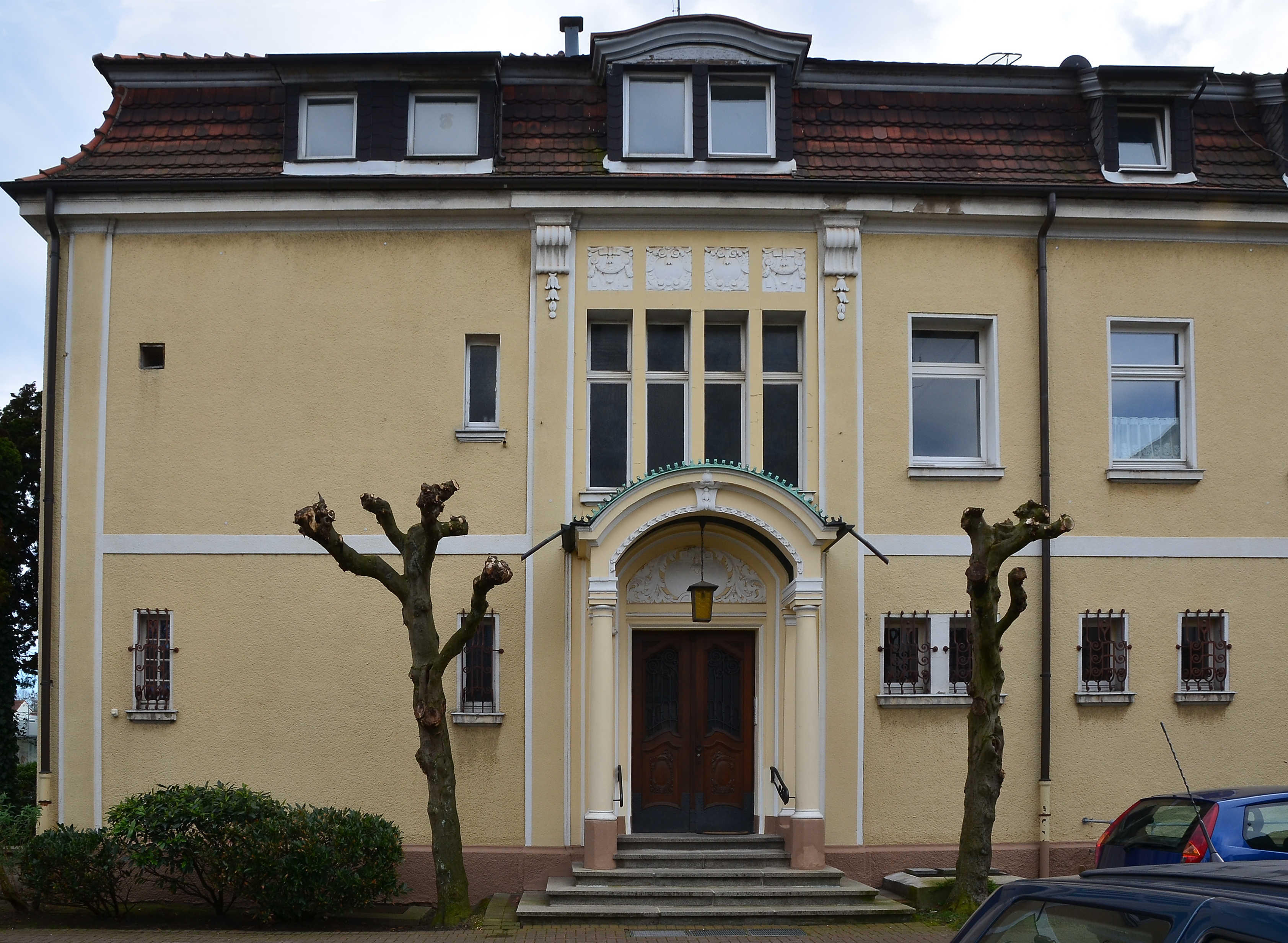
Villa Wulf, das ehemalige Wohnhaus der Familie Wulf in Werl

Im Süden des historischen Stadkernes, in direkter Nähe zur Fabrik, steht das ehemalige Wohngebäude des Fritz Wulf, die denkmalgeschützte Villa Wulf. Sie wurde 1850 von der Familie Adam Brune als zweigeschossiges neubarockes Gebäude errichtet. Wulf erwarb es um 1890, und seine Familie erweiterte es um einen Erker an der Ostseite, einen Wintergarten an der Westseite und einen Wirtschafts- und Wohntrakt. Das Dach wurde aufgestockt und ausgebaut. Die siebenachsige symmetrische Fassade ist durch einen Mittelrisalit gegliedert, ein halbrunder Vorbau steht in den beiden Achsen der linken Seite. Die prächtigen Verzierungen der Fassade und der Fenster sind weitgehend erhalten. Die Anlage ist ein Beispiel für die gehobene Wohnkultur eines wohlhabenden Industriellen der wilhelminischen Zeit; Wulf war einer der reichsten Bürger der Stadt.

## Trivia
Zur Erinnerung an das ehemalige Unternehmen ist in der Stadt die Wulf-Hefe-Straße benannt, die sich in etwa da befindet, wo früher die Industriegebäude standen.